# Constantin Vechtchilov
Constantin Alexandrovitch Vechtchilov (en russe : Константин Александрович Вещилов) est un peintre impressionniste russo-américain né à Saint-Pétersbourg le 27 mai 1878 et mort à New York le 4 avril 1945,. 
Vechtchilov est l'élève d'Ilia Répine à l'académie impériale de Saint-Pétersbourg. Au lendemain de la Révolution russe, il participe au mouvement de propagande pro-soviétique et présente des tableaux à la « première exposition nationale libre » de 1919 à Petrograd, peu avant de quitter le pays. Loin des mouvements artistiques en vogue en Russie à l'époque, comme le suprématisme ou le constructivisme, Vechtchilov conserve un style naturaliste.
Vechtchilov vit d'abord en Italie puis à Paris, où une importante exposition montre en 1928 ses paysages italiens. Il quitte l'Europe pour les États-Unis en 1935, où il explore la région du nord-est jusqu'à la fin de sa vie et y produit des paysages de montagne ainsi que des marines.

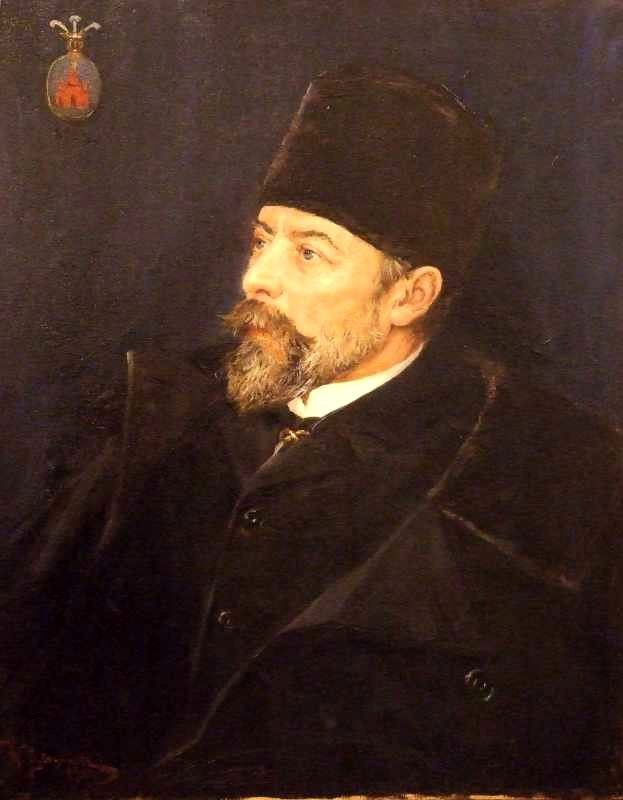
Portrait de Bogdan Ivanovich Khanenko
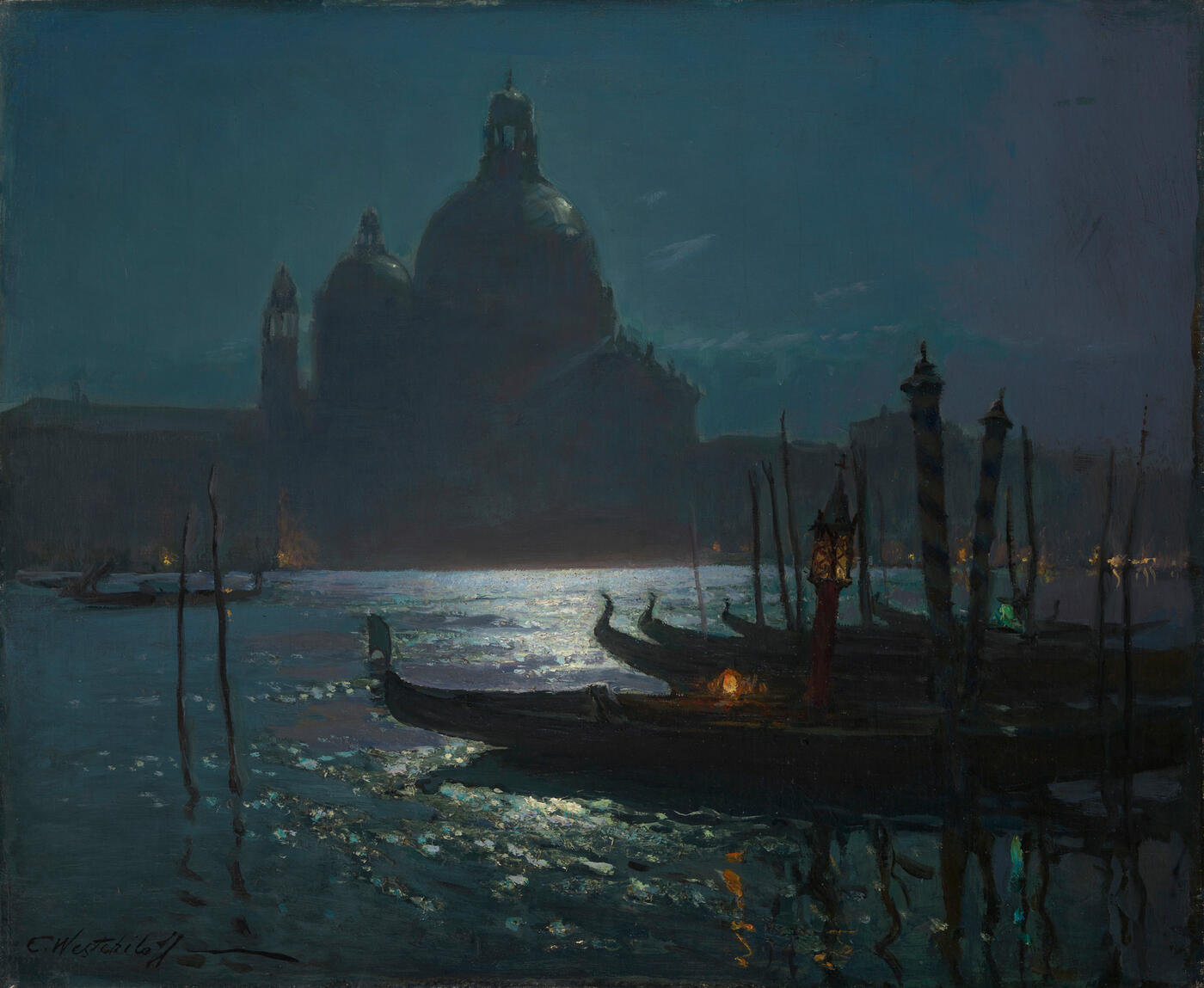
Santa Maria della Salute la nuit